# نهر بولاو
نهر بولاو ( (بالإندونيسية: Sungai Pulau)‏، (بالهولندية: Eilandenrivier)‏ ) هو نهر في مقاطعة بابوا بإندونيسيا. 

## اسم
كان يُعرف سابقًا بنهر إيلاندين استنادًا إلى خرائط البعثة الاستعمارية الهولندية ، ولا يزال يظهر بهذا الاسم في بعض الخرائط الحكومية في 2010.  

## الهيدرولوجيا
يقع نهر بولاو في جبال جاياويايا بالقرب من بونشاك ماندالا، على ارتفاع 4000 متر تقريبًا. تتدفق جنوبًا خارج الجبال، ثم تتبع مسارًا جنوبًا جنوبيًا غربيًا إلى بحر عرفورا. تشمل الروافد الهامة نهر Baliem (المعروف سابقًا باسم نهر الصداقة ) ونهر ويلديمان ونهر كامبونغ ونهر برازا.

## جغرافية
يتدفق النهر في المنطقة الجنوبية من بابوا مع مناخ الغابات المطيرة الاستوائية في الغالب (يُعرف باسم Af في تصنيف مناخ كوبن - جيجر). متوسط درجة الحرارة السنوي في المنطقة هو 22 ° C. أكثر شهور دفئًا هو يناير، عندما يكون متوسط درجة الحرارة حوالي 24 ° C، وأكثر الشهور برودة هو يونيو، عند 20 درجة مئوية ° C.  متوسط هطول الأمطار السنوي هو 5547   مم. الشهر الأكثر رطوبة هو شهر مايو، بمتوسط 594 أقل هطول للأمطار هو في يوليو مع 384 مم الأمطار. 